# 阿尔努堡-圣欧邦
阿尔努堡-圣欧邦（法語：Château-Arnoux-Saint-Auban，法語發音：[ʃato aʁnu sɛ̃.t‿obɑ̃]）是法国上普罗旺斯阿尔卑斯省的一个市镇，属于迪涅莱班区。该市镇由阿尔努堡（Château-Arnoux）与圣欧邦（Saint-Auban）两地组成。

## 地理
阿尔努堡-圣欧邦（44°5'36"N, 6°0'30"E）面积18.34 平方千米，位于法国普罗旺斯-阿尔卑斯-蓝色海岸大区上普罗旺斯阿尔卑斯省，该省份为法国东南部内陆省份，北起上阿尔卑斯省，西接沃克吕兹省，西北接德龙省，南至瓦尔省，东临滨海阿尔卑斯省，东北部与意大利接壤。
与阿尔努堡-圣欧邦接壤的市镇（或旧市镇、城区）包括：欧比尼奥斯克、圣多纳谷新堡、莱斯卡勒、萊梅、蒙福尔、沃洛讷。

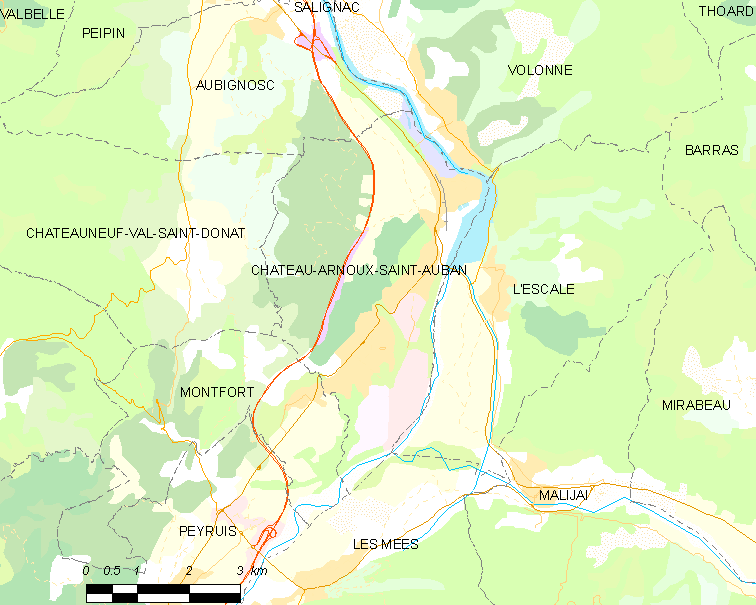
阿尔努堡-圣欧邦的OSM定位图

阿尔努堡-圣欧邦的时区为UTC+01:00、UTC+02:00（夏令时）。

## 行政
阿尔努堡-圣欧邦的邮政编码为04160、04600，INSEE市镇编码为04049。

## 政治
阿尔努堡-圣欧邦所属的省级选区为阿尔努堡-圣欧邦县。

## 人口

1962-2008年间阿尔努堡-圣欧邦人口变化图示

阿尔努堡-圣欧邦于2022年1月1日时的人口数量为5095人。